# أفابريتينيب
أفابريتينيب (Avapritinib)، الذي يباع تحت الإسم التجاري أيفاكيت( Ayvakit)، هو دواء يستخدم لعلاج كثرة الخلايا البدينة و الورم المعدي المعوي (GIST).  في GIST يستعمل للحالات التي تحتوي على طفرة في الإكسون 18 لمستقبل عامل النمو المشتق من الصفائح الدموية (PDGFRA).  و يؤخذ عن طريق الفم. 
الآثار الجانبية الشائعة لهذا العقار تشمل: الغثيان، و التعب، و انخفاض خلايا الدم الحمراء ، و التورم، و ارتفاع البيليروبين، و الإسهال، و النسيان أيضا.  إضافة إلى ذلك، فقد تشمل الآثار الجانبية الأخرى الانصباب الجنبي و النزيف داخل الجمجمة.   أما استخدامه أثناء فترة الحمل فيؤدي إلى الإضرار بالجنين.  إنه مثبط كيناز التيروزين الذي يمنع نشاط PDGFRA. 
تمت الموافقة على أفابريتينيب للاستخدام طبيًا في كل الولايات المتحدة و أوروبا في عام 2020.   في المملكة المتحدة، يكلف الخدمة الصحية الوطنية حوالي 26700 جنيه إسترليني شهريًا اعتبارًا من عام 2021.  ويكلف هذا المقدار في الولايات المتحدة حوالي 34200 دولار أمريكي. 